# Râul Plapcea
Râul Plapcea este un curs de apă, afluent al râului Vedea. Râul se formează la confluența a două brațe Plapcea Mare și Plapcea Mică.
```
 Oraș traversat: Potcoava
```